# Manolo de Huelva
Manolo de Huelva, de son vrai nom Manuel Gómez Vélez (né le 16 novembre 1892 à Minas de Riotinto, en Andalousie, et mort le 12 mai 1976 à Séville), est un guitariste espagnol de flamenco.

## Biographie
Bien que né à Minas de Riotinto, Manolo de Huelva tient son surnom de la ville où il grandit. Dès ses dix-huit ans, il se fait connaître à Séville à la fois comme guitariste de musique classique et de flamenco. Guitariste complet, il devient un accompagnateur favori des chanteurs Manuel Torre et Antonio Chacón, de La Niña de los Peines, avec qui il conserve longtemps un lien étroit, et de Tomás Pavón. En 1922, il est le guitariste officiel pour le concours de cante jondo de Grenade. Cette même année, il participe à un festival à Huelva avec Antonio Chacón, Manuel Torre, Manolo Caracol et El Gloria, où il interprète plusieurs compositions en solo à la demande du public. L'année suivante, il revient à Huelva pour accompagner Manuel Torre, Niño Medina et Pepe Marchena. Durant les années 1930, il tourne beaucoup en Espagne, principalement avec le chanteur Manuel Vallejo. Durant les années 1940 il vit à Séville et fréquente les scènes de l'Alameda de Hércules, accompagnant notamment les chanteurs El Sevillano et Pepe el Culata.
Manolo de Huelva vit les décennies suivantes à Madrid, avant de revenir dans les années 1970 à Séville, où il demeure jusqu'à sa mort. Une de ses dernières apparitions publiques a lieu au Palais royal de la Magdalena à Santander en 1974 pour le cours de musique de l'Université internationale Menéndez Pelayo.
Sur film, on peut voir[style à revoir] Manolo de Huelva dans une série de reportages réalisés dans les années 1930, où il accompagne la danseuse La Argentinita. Sur disque, on peut l'entendre dans divers enregistrements accompagnant Enrique Orozco, Manuel Centeno, Canalejas de Puerto Real et Manuel Vallejo.